# Kregme
Kregme er en tidligere landsby, nu en bydel i det sydlige Frederiksværk.

## Historie
Kregme var oprindeligt en landsby.
I 1682 bestod Kregme landsby af 15 gårde og 8 huse uden jord. Det samlede dyrkede areal udgjorde 542,9 tønder land skyldsat til 98,20 tønder hartkorn. Dyrkningsformen var trevangsbrug.
Endnu ved århundredeskiftet (1900) havde Kregme kun kirke og skole, men der var projekteret en station på den da anlagte Hillerød-Frederiksværk-bane. Allerede på daværende tidspunkt arbejdede mange indbyggere på krudtværket og maskinfabrikkerne i Frederiksværk. Banen blev åbnet i 1897.
Kregme by havde 235 indbyggere i 1925, 418 indbyggere i 1935 og 407 indbyggere i 1940.
Kregme fortsatte sin udvikling efter 2. verdenskrig: byen havde 489 indbyggere i 1945, 488 i 1950, 561 i 1955, 645 i 1960 og 1.604 i 1965 (byen regnedes da som en forstad til Frederiksværk).